# 洛蒙德湖
洛蒙德湖（英語：Loch Lomond，发音为/ˈloʊmənd/；苏格兰盖尔语：Loch Laomainn），又译为罗莽湖、罗蒙湖、罗梦湖，是位于苏格兰高地边界断层上的一座淡水湖。 洛蒙德湖是大不列颠地区最大的湖泊，湖面上有许多岛屿，例如不列颠群岛中最大的淡水岛英尺马林岛。

## 地理

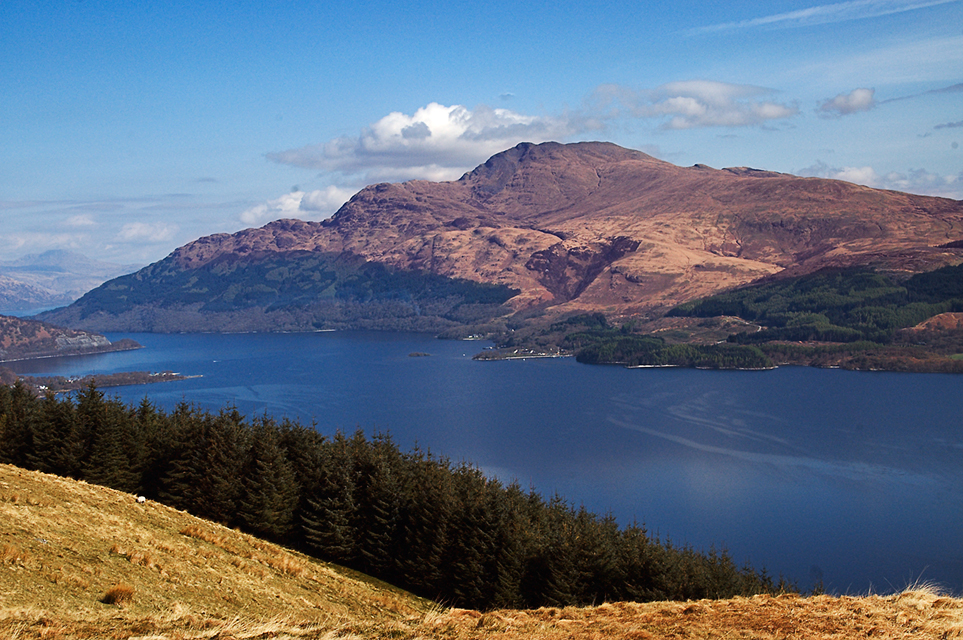
俯瞰

洛蒙德湖长39（24英里），宽度在1.21（0.75英里）到8（5.0英里）之间，平均深度37（121英尺）最深处可达190（620英尺）。湖泊表面积达71km2，湖水容积2.6km3。洛蒙德湖的水体面积是大不列颠地区最大的。从水容量方面来看，洛蒙德湖位居第二，次于尼斯湖。从整个英国来看，洛蒙德湖的面积仅次于北爱尔兰的内湖。
洛蒙德湖目前是洛蒙德湖和特罗萨克斯国家公园的一部分。湖的东岸为高974 m的洛蒙德山，在《广播时报》2005年做的民意调查中，洛蒙德湖在“英国最伟大的自然奇观”排名内名列第六。

### 岛屿

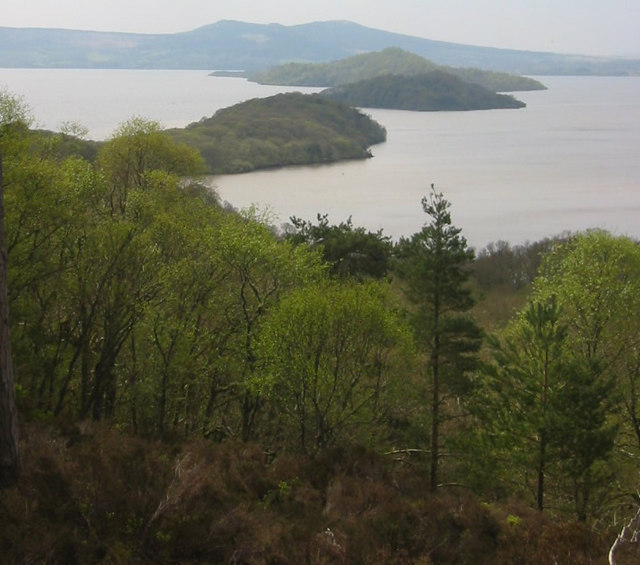
洛蒙德湖中的5座岛

洛蒙德湖内拥有超过30多座岛屿， 随着水位升降，岛屿的数量会发生变化。其中最大的岛是英尺马林岛。
英国旅行作家亨利·沃勒姆·莫顿曾写道，洛蒙德湖最美的地方就是一个个绿色的小岛。

## 旅游

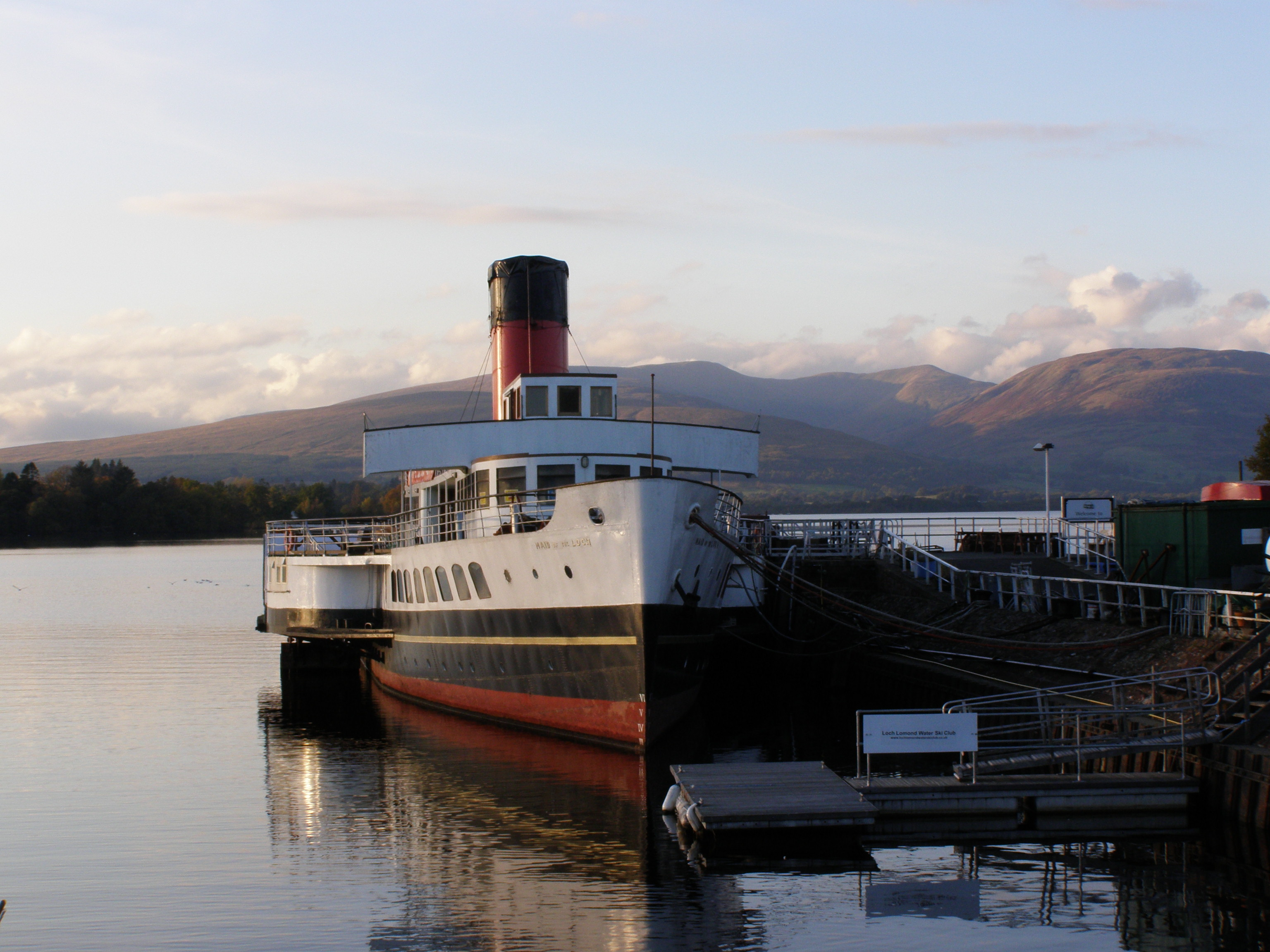
在洛蒙湖停靠的少女號

### 高尔夫
洛蒙德湖高尔夫俱乐部坐落于湖泊西南，俱乐部承办苏格兰公开赛等比赛。临近该俱乐部的高尔夫球场还有卡里克俱乐部。

### 水上运动
洛蒙德湖是苏格兰最好的水上运动场所之一，景色吸引着来自苏格兰和更远地方的人。洛蒙德湖周边设有许多水上体育活动中心，例如爱斯基摩独木舟、风力冲浪、喷气滑雪、快艇、游艇等。洛蒙德湖上的救生艇24小时开放，救生艇的提供方为一个志愿者组织和已注册的慈善团体。国家公园管理局也配备了一定数量的救生艇。
其他的水上休闲运动包括从巴洛克出发的游轮，由斯威尼游轮公司运作。

## 交通
沿湖最重要的道路是沿湖西岸修建的A82公路。长期以来，由于夏季游客的增多，常常导致该路段堵车严重。该路于20世纪八九十年代进行提升改造，尽管如此，部分路段的车况仍然没有得到改善。
西部高地公路沿着湖的东岸修建。洛蒙德湖西自行车道起于阿罗赫尔和塔伯特火车站，终至贝祥火车站，沿湖泊西岸长28km。